# جديدة الشوف
جديدة الشوف هي إحدى القرى اللبنانية من قرى قضاء الشوف في محافظة جبل لبنان.
قرية لبنانية تضم عدداً كبيراً من حملة الشهادات الجامعية في لبنان، هي قرية مشايخ العقل وآخرهم الشيخ محمد طليع وقرية عدد كبير من الاعلاميين اللبنانيين والسياسيين ورجال الدين والكتاب والاطباءوالمزارعين والمهندسين والقضاة والمحامين والشعراء والمثقفين بالإضافة إلى موظفين كبار في لبنان والعالم العربي والإسلامي. يسكنها الموحدون الدروز، وترتفع 750 متر عن سطح البحر وفيها حرج اخضر كبير يشكل متنفسا بيئيا للقرية التي يبغ عدد سكانها حوالي ألف نسمة، تحدها قرية المختارة شرقاً والسمقانية غرباً وعين وزين شمالاً والكحلونية جنوباً. مجتمع جديدة الشوف من المجتمعات المنفتحة والمثقغة في الشوف الأعلى وبيئة البلدة تشبه مثيلاتها في قرى القضاء. يضم مجتمع الجديدة نخبا اجتماعية وعددا كبيرا من المهاجرين إلى الدول العربية والإسلامية وحتى الدول الغربية. تشتهر بزراعة الزيتون والفاكهة الموسمية وفيها ومدرسة رسمية خرجت العديد من الكوادر الثقافية في البلدة.

## أعلام
- حسن طليع (1809 - 1878) عالم دين.
- محمد طليع (21 مايو 1842 - 4 سبتمبر 1917) عالم دين.
- حسين طليع (1853 - 1949) عالم دين.
- فريد طليع (25 ديسمبر 1895 - 26 مارس 1965) طبيب.
- حسين حسن نصر الله (1898- 31 ديسمبر 1987) عسكري وضابط شرطة.
- أمين طليع (6 يونيو 1911 - 12 مايو 1989) قاض، حقوقي وكاتب.
- سعيد نصر الله (1916 - 12 أبريل 1996) عسكري.
- أنور الفطايري (1946 - 9 فبراير 1989) سياسي.